# Сова яструбина
Сова́ яструби́на (Surnia ulula) — вид птахів родини Совові ряду Совоподібні.

## Опис

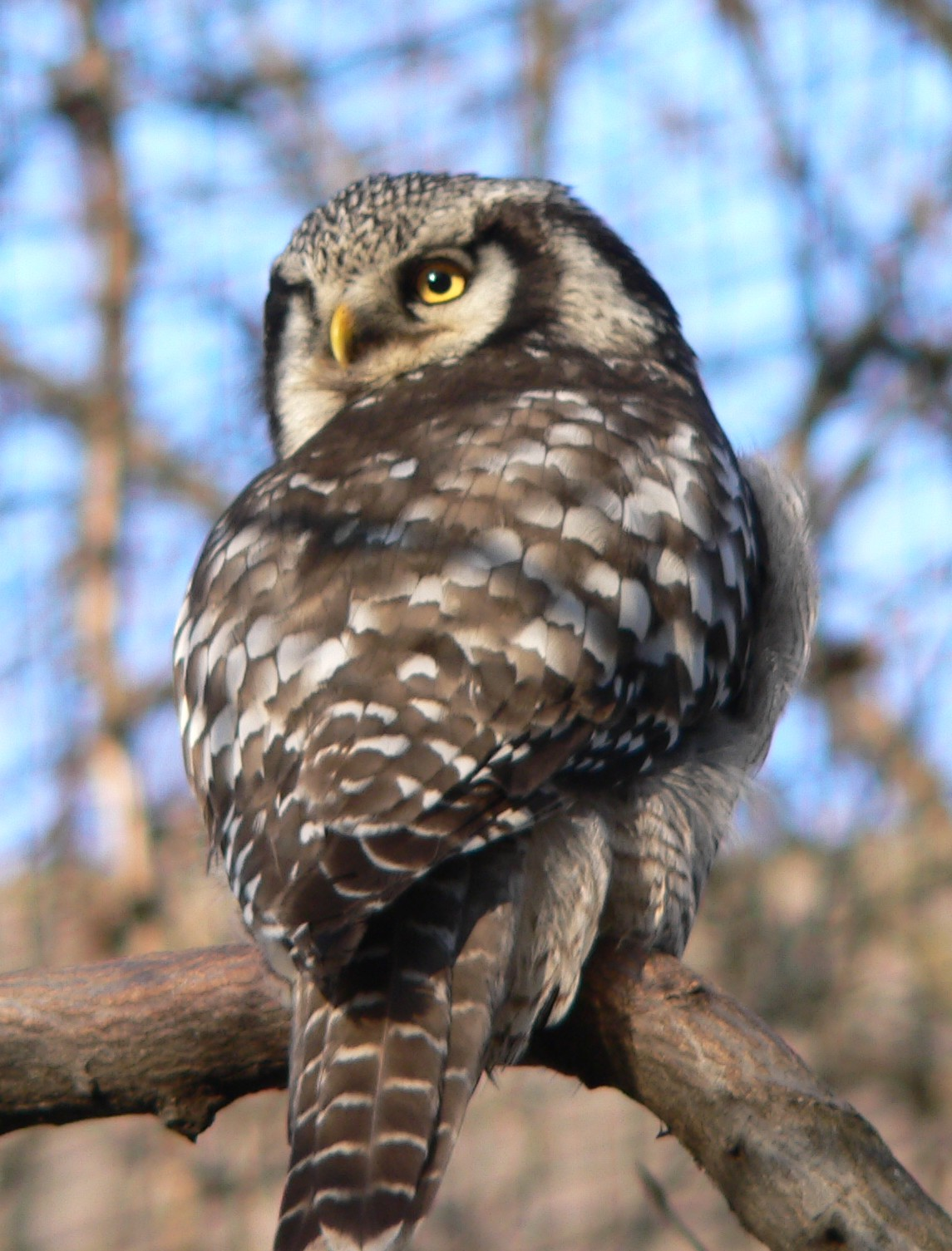

Сова середня за розмірами (з ворону сіру), з довгим поперечно-смугастим хвостом, невеликою без пір'яних «вушок» головою та відносно короткими крилами. Верх тіла темно-бурий або сіро-бурий, з світлими плямами, низ білуватий, з темним поперечним рисунком («яструбиний»). Лицевий диск білий, з бурими смугами по його боках. Маса тіла 280—370 г, довжина тіла 36—41 см, розмах крил 74—81 см. Від інших сов відрізняється темною поперечною смугастістю на нижній частині тулуба та відносно довшим хвостом.
Мало обережний птах. Дуже рухливий. Політ швидкий (нагадує політ денних хижаків). Після кількох змахів проноситься вперед не рухаючи крилами. Іноді зупиняється у повітрі. Звуки — характерна трель «лю-лю-лю-лю-лю» або «кія-кія-кіяяк».

## Поширення
Сова яструбина особливо характерна для смуги тайги Північної Америки, Європи та Азії. На півночі ареал доходить до межі лісу, на півдні до середньої частини Скандинавії, в Росії від 69° пн. ш. У Лапландії, Соловецьких островів, Архангельська, середньої Печори; у Західному Сибіру до Обдорська, Туруханського краю, південного Таймиру; на Анадирі, Камчатці; на півдні до Смоленська, Твері, Москви, Костроми, Горьківської області, Казані, у Західному Сибіру до Тюмені, Тари, Томська, Алтая, Тарбагатая і Саян, південно-західного Забайкалля та північної Манчжурії.
Яструбина сова — осілий птах, який здійснює нерегулярні кочівлі, з'являючись південніше від гніздового ареалу; більш регулярні кочівлі характерні для сибірських сов. У позагніздовий період зустрічається у Прибалтиці, південній Норвегії та Швеції, у середній Росії, у північному Казахстані, Данії, у східній Німеччині, зрідка – у Австрії, Угорщині, Франції, Бельгії, Голландії, Швейцарії. В Азії на Курильських островах.
Чисельність сови яструбиної коливається у різні роки та залежить головним чином від чисельності мишовидних гризунів, їх основного корму. Чисельність гризунів визначає також продуктивність гніздування сови яструбиної та масштаби їхніх кочівель.
В Україні рідкісний залітний зимовий птах Полісся і північних районів лісостепу.

## Гніздова біологія

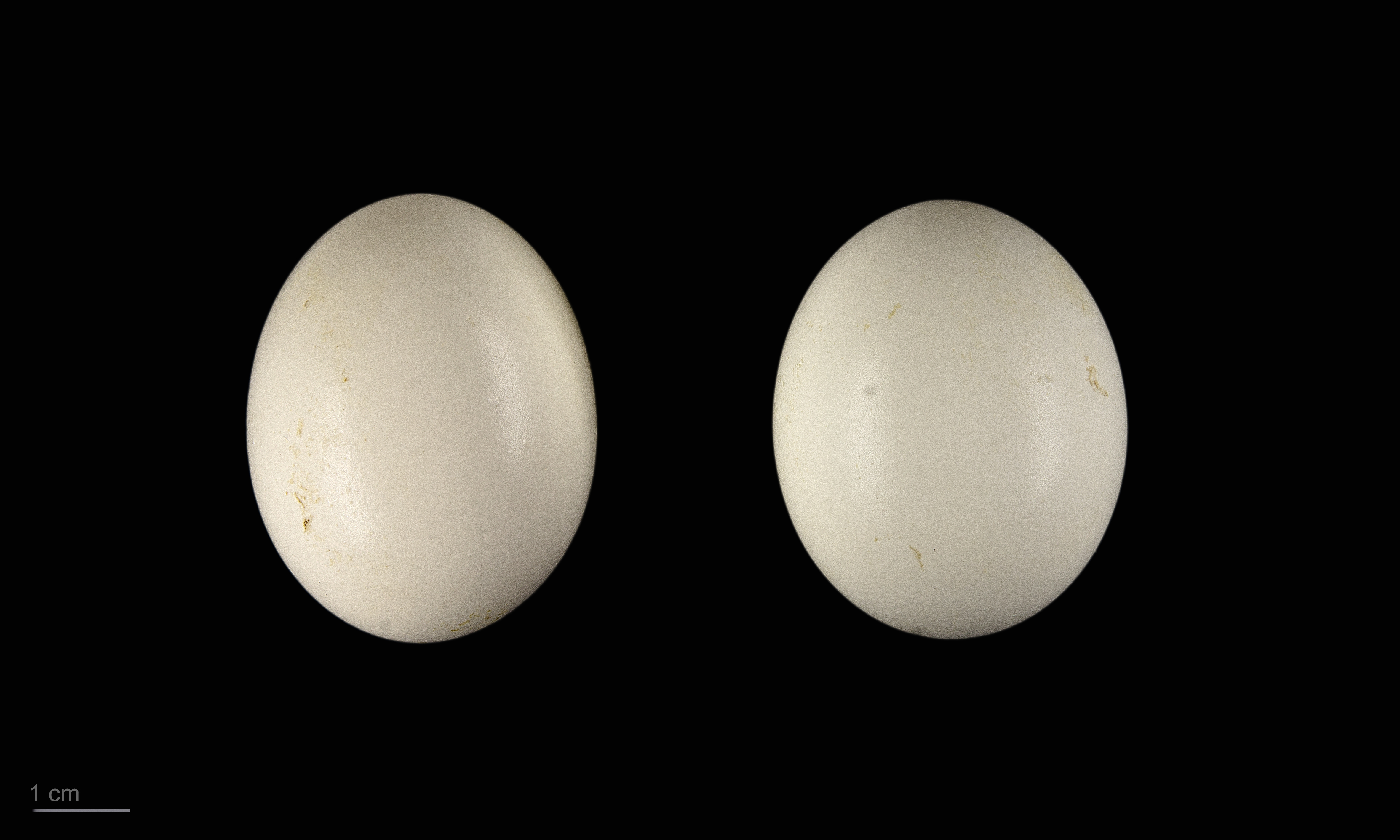
Яйця підвиду Surnia ulula ulula в оологічній колекції, Тулузький музей

У гірських районах заселяє, як правило, верхній пояс лісу, де тяжіє до гірських луків. Часто в таких біотопах гніздиться в долинках річок і струмків. Периферія гірських луків є улюбленим місцем мешкання в горах. Відстань між гніздами різних пар в щільних гніздових угрупуваннях становить 0,5—3 км, в менш щільних — 3—7 км. 
Гніздиться сова яструбина переважно в природних дуплах хвойних дерев, розташованих поблизу галявин. Найчастіше займає дупла на великій висоті — 5—20 м. Відкладає яйця безпосередньо на підстилання дупла чи гнізда, хоча в ряді випадків викопує ямку. У кладці 3—7, частіше 4—5 яєць. Забарвлення яєць біле. Відкладання яєць зазвичай відбувається у квітні. Насиджує самка, починаючи з першого яйця, інколи за участю самця. Тривалість насиджування становить близько 4 тижнів. Пташенята залишають гнізда зазвичай у другій половині червня.

## Живлення
Яструбина сова живиться в першу чергу мишовидними гризунами (лемінги та інші полівки). Нападають також на птахів — на білих куріпок та різних горобцеподібних. Яструбина сова найчастіше полює рано вранці та у передвечірні години, нерідко її можна побачити у світлий час доби.